# Val Tschitta

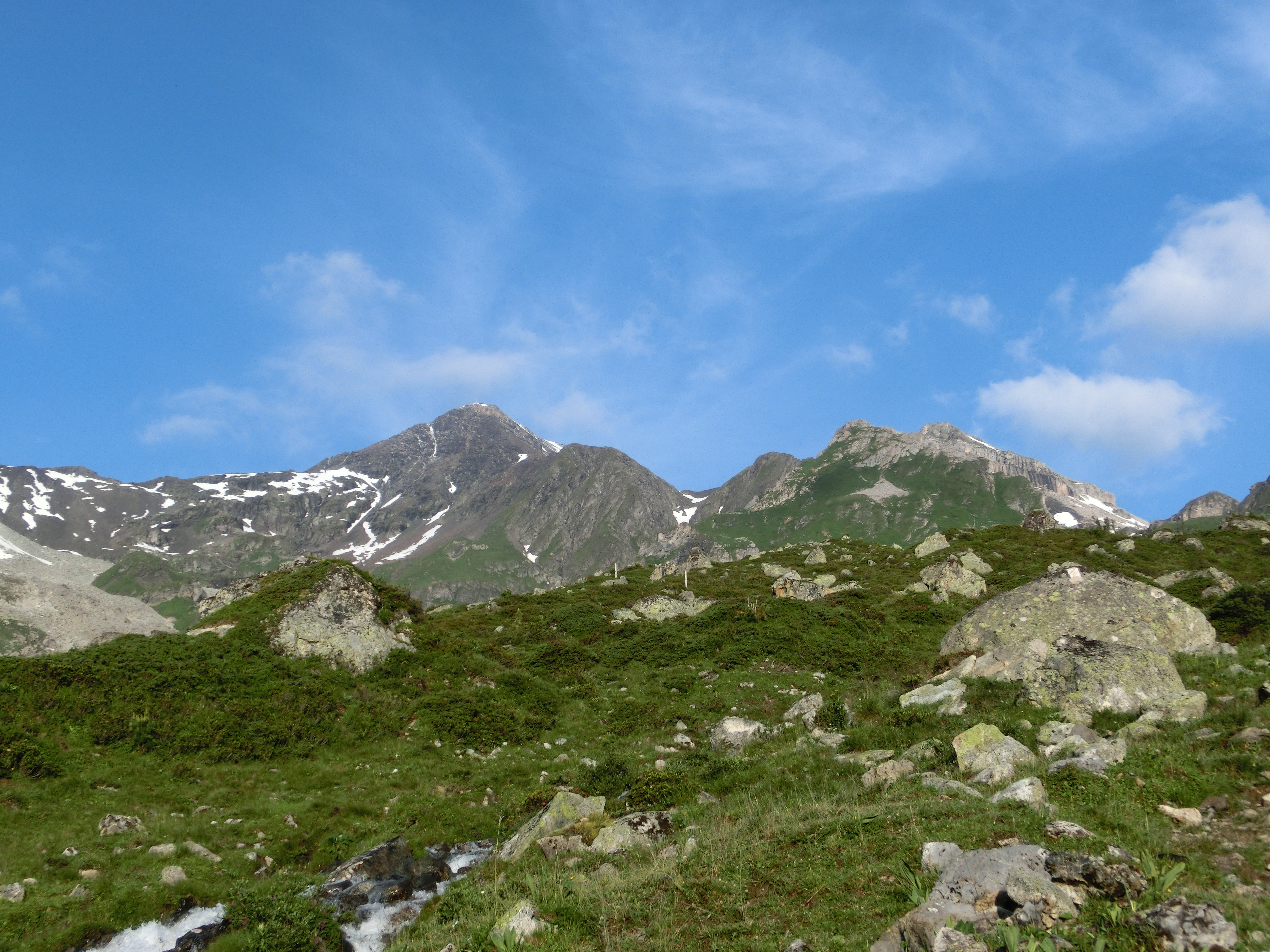
Blick vom Val Tschitta auf Piz Salteras und Piz Val Lunga (Juli 2013)

Das Val Tschitta ⓘ ist ein Tal im Schweizer Kanton Graubünden.
Das zur Gemeinde Bergün Filisur gehörende Tal ist das linksseitige Nebental des Val Mulix und führt von der Alp Mulix (2001 m ü. M.) auf die Fuorcla da Tschitta ⓘ (2830 m), den Übergang in das Val d’Err.